# Roodkopkroonparelhoen
Het roodkopkroonparelhoen (Guttera pucherani) is een vogel uit de parelhoenderfamilie, de Numididae.
Het kan worden aangetroffen in bosrijke gebieden, soms in combinatie met grasvlakten, in Sub-Sahara Afrika.

## Kenmerken
Het heeft een totale lengte van ongeveer 50 cm en het verenkleed is zwart met witte stippen. Het heeft een kenmerkende gekrulde zwarte kuif boven op de kop, die het eenvoudig onderscheidt van de andere soorten parelhoenders, behalve het kuifparelhoen. Kenmerkend voor deze soort is het rood in het "gezicht". De soort wordt beschouwd als een monotypisch.

## Verspreiding en leefgebied
Deze soort komt voor  zuidwestelijk Somalië tot centraal Tanzania, Zanzibar en Tumbatu Island.